# Xanthorhoe edmondsii
Xanthorhoe edmondsii là một loài bướm đêm trong họ Geometridae.